# Dinamo Dresde
El Dinamo Dresde (Sportgemeinschaft Dynamo Dresden e. V. en alemán y oficialmente, o Dynamo Dresden de manera abreviada) es un club de fútbol de la ciudad de Dresde (Sajonia), Alemania. Fue fundado el 12 de abril de 1953 como Sportgemeinschaft Dynamo Dresden (Unión Deportiva Dinamo Dresde), pero en 1990 su nombre oficial se cambió por 1. FC Dynamo Dresden. El club disputa sus partidos como local en el Rudolf-Harbig-Stadion, que tiene capacidad para 32,066 espectadores, y juega en la 2. Bundesliga, la segunda división del fútbol nacional.
El Dinamo fue uno de los equipos de fútbol más populares y exitosos de la República Democrática Alemana. Entre 1953 y 1990 conquistó en ocho ocasiones el campeonato nacional de liga de la RDA y en siete el de copa. Parte de estos éxitos tuvieron lugar bajo el nombre de SG Deutsche Volkspolizei Dresden ("Unión Deportiva de la Policía Popular Alemana de Dresde"), ya que fue fundado como club deportivo afiliado a la policía de Alemania del Este. Tras la Reunificación alemana, el equipo jugó entre 1991 y 1995 en la 1. Bundesliga, pero no recuperó la gloria del pasado.
En la temporada 1994-1995, en la que el Dinamo terminó último, el equipo fue descendido a la Regionalliga (la tercera división) tras denegarle la federación una licencia. Ese mismo año terminó con el presidente en prisión por fraude y el equipo sumido en graves problemas financieros. En 2004 consiguió el primer ascenso a la 2. Bundesliga. El 29 de septiembre de 2006 la asamblea de socios resolvió devolver al club su nombre antiguo, SG Dynamo Dresden a partir de julio de 2007.

## Historia

### Fundación y primeros años (1950–1968)
Desde 1898 existía en la ciudad un club deportivo llamado Dresdner SC al que perteneció, entre otros, el plusmarquista de atletismo Rudolf Harbig, que durante muchos años dio nombre al estadio del Dinamo. Tras la Segunda Guerra Mundial el club se refundó bajo el nombre de SG Dresden-Friedrichstadt. Dicha entidad fue disuelta a mediados de la década de 1950 por las autoridades soviéticas por ser considerada "burguesa" y poco representativa del nuevo régimen. Sus jugadores se exiliaron en otras ciudades y muchos de ellos huyeron al oeste. El equipo había sido subcampeón en la primera temporada de la DDR-Oberliga (1949/50).
Para compensar a la ciudad por esta pérdida, en 1951 se ubicó en la Oberliga a un equipo de categorías inferiores ya existente desde 1948, la Sportvereinigung Volkspolizei Dresden, dependiente de la policía; se le reforzó con jugadores de otros equipos subvencionados por la policía de toda la Alemania Oriental, especialmente del SG Mickten. Con su clasificación en cuarto lugar en 1951 y en segundo lugar en 1952, más la victoria en copa en 1952, se certificó la presencia del club en la élite del fútbol de la República Democrática Alemana.
En abril de 1953 el equipo se renombró como SG Dynamo Dresden y cambió sus colores del verde y blanco (colores de Sajonia) al rojo y blanco. Con ello se incorporó al SV Dynamo, organización deportiva de los órganos de seguridad de la RDA, fundada escasas semanas antes. Ese mismo año, el Dinamo ganó su primera liga de la República Democrática Alemana.
En noviembre de 1954 el equipo del Dinamo en pleno fue trasladado por orden de Erich Mielke, jefe de la Stasi, a Berlín con la intención de crear un club competitivo en la capital. Este nuevo club se llamó SC Dynamo Berlin. El SG Dinamo Dresden, formado por los suplentes y jugadores jóvenes, terminó en la 1. Liga (segunda categoría más alta de la República Democrática Alemana por detrás de la Oberliga). Los años posteriores serían testigos de un descenso en picado del club sajón. En la temporada de 1957 el club tocó fondo, viéndose obligado a jugar hasta en 4ª división contra equipos de la zona. Dos años después el Dinamo ya jugaba de nuevo en la 1. Liga y en 1962 consiguieron volver a la Oberliga. Hasta en dos ocasiones más descendió el Dinamo en esta década (1963 y 1968); en ambos casos re-ascendiendo al año siguiente.
Finalmente, el Dinamo Dresde consiguió asentarse en la máxima categoría del fútbol de la República Democrática Alemana hasta la disolución de esta. En 1968, el Dinamo adoptó sus colores actuales: amarillo y negro.

### Edad dorada (1969–1978)

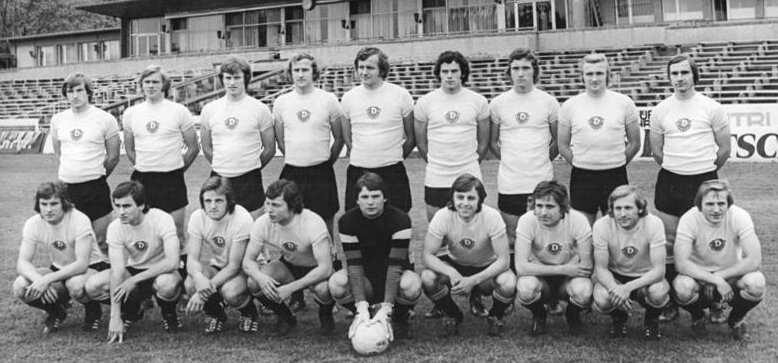
Dinamo Dresde de 1970.

En junio de 1969 asumió Walter Fritzsch el puesto de entrenador del Dinamo. Los siguientes años serían los más brillantes y colmados de éxitos de la historia del club. La conocida como Dresdner Kreisel (peonza de Dresde) se puso en marcha.
En 1971 el Dinamo se alzó con claridad con su segundo campeonato desde 1953; unas semanas después ganaron también la final de Copa, consiguiendo el primer "doblete" de la historia de la Oberliga. A este éxito siguieron los campeonatos de 1973, 1976, 1977 (más la Copa) y 1978. En 1975 perdió la final de copa contra el BSG Sachsenring Zwickau en la tanda de penaltis.
En Europa, el Dinamo alcanzó tres veces los cuartos de final, siendo capaz de eliminar de la competición a equipos como el FC Porto, la Juventus de Turín y el Benfica. El duelo más sonado tuvo lugar en otoño de 1973: en el que era el primer encuentro entre equipos alemanes en competición continental, se enfrentaron el Dinamo y el Bayern Múnich. La escuadra muniquesa, plagada de estrellas, se impuso de forma extraordinariamente ajustada con resultados de 4-3 y 3-3.
Título honorífico en el año del centenario de Félix Dzerzhinski 1977.

### Dominio capitalino (1979–1991)

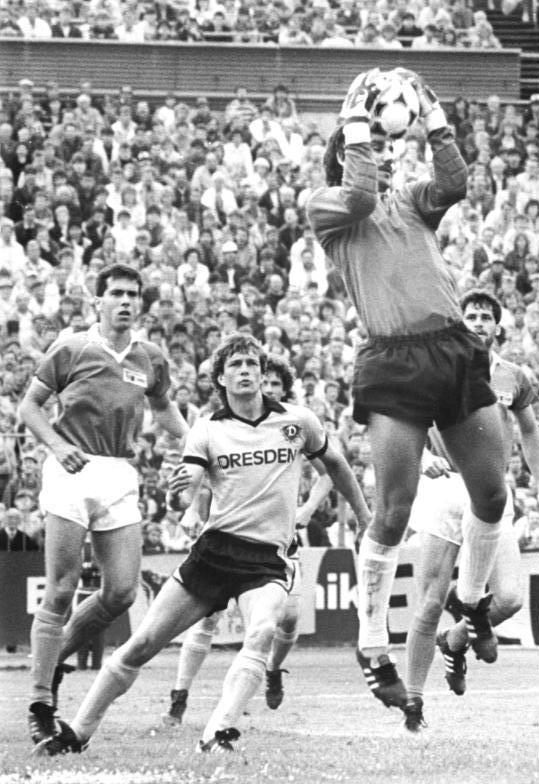
El Dinamo en un partido de 1989 contra el 1. FC Unión Berlín.

Tras la temporada de 1978, el exitoso entrenador Fritzsch fue despedido y Gerhard Prautzsch tomó el mando. En la Oberliga comenzó una década marcada por el dominio del competidor berlinés, el BFC Dinamo, que contaba con el apoyo de los árbitros después de una década y media relativamente libres de interferencias políticas en el fútbol. El Dinamo Dresde pudo no obstante resarcirse con las victorias en copa de 1982, 1984 y 1985, todas ellas venciendo al BFC en la final.
En 1980/81, el club despidió a tres grandes jugadores, Peter Kotte, Matthias Müller y Gerd Weber, acusados de intentar escapar del país. El 1. FC Köln tenía pensado contratarlos, pero fueron traicionados y encarcelados con penas de hasta un año. Finalmente se les prohibió de por vida jugar al fútbol en la República Democrática Alemana. Con ello, tanto el Dinamo como el combinado nacional se vieron privados de jugadores de gran nivel.
En competiciones europeas, los cuartos de final parecían una barrera insuperable. En 1984 el Dinamo cayó eliminado al perder por 5-0 contra el Rapid Viena (tras haber vencido por 3-0 en la ida). Al año siguiente fue eliminado nuevamente por el Bayer Uerdingen tras ir ganando 3-1 en el descanso (en la segunda parte encajó 6 goles en circunstancias dramáticas, para terminar perdiendo 3-7). El jugador del Dinamo Frank Lippmann aprovechó este partido para quedarse en Alemania Occidental. Ese mismo día, la televisión mostró a varios aficionados también huidos de la República Democrática Alemana. La televisión del régimen socialista trató de ocultar esto retransmitiendo en su lugar imágenes de estatuas.

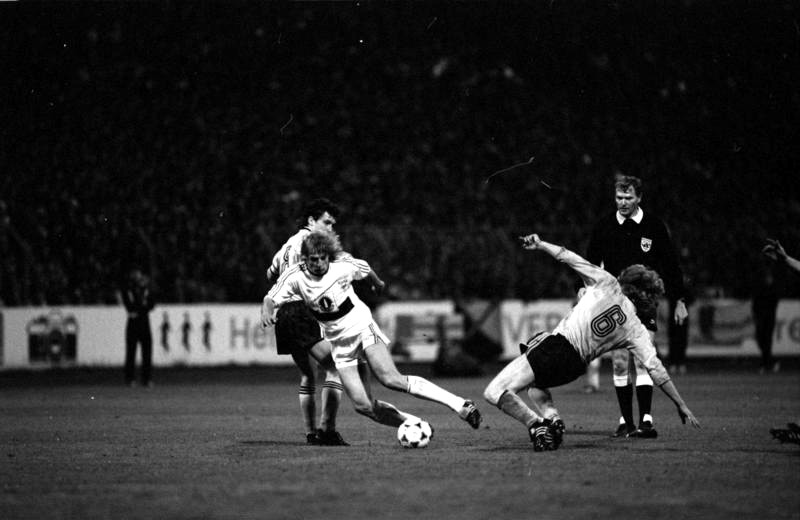
Partido de Copa de la UEFA de 1989 contra el VfB Stuttgart de la RFA.

Bajo la dirección del entrenador Eduard Geyer, en 1989, el equipo sajón volvió a brillar: el Dinamo ganó con autoridad el campeonato. En la Copa de la UEFA, tras siete intentos, consiguió superar los cuartos de final, para luego caer en semifinales ante el VfB Stuttgart de forma ajustada. Ese año, el Dinamo había eliminado, entre otros, a la AS Roma —antiguo club de Rudi Völler— con dos victorias por 2 a 0.
En 1990, el vigente campeón de la República Democrática Alemana revalidó su título. Con el nuevo entrenador Reinhard Häfner y su asistente Hartmut Schade (ambos procedentes de la propia plantilla del club) consiguen incluso conquistar de nuevo el doblete. Dichos trofeos serían los últimos que ganaría el Dinamo en la República Democrática Alemana, sumida en un panorama político de profundos cambios.

### Reunificación alemana y Bundesliga (1991–1995)

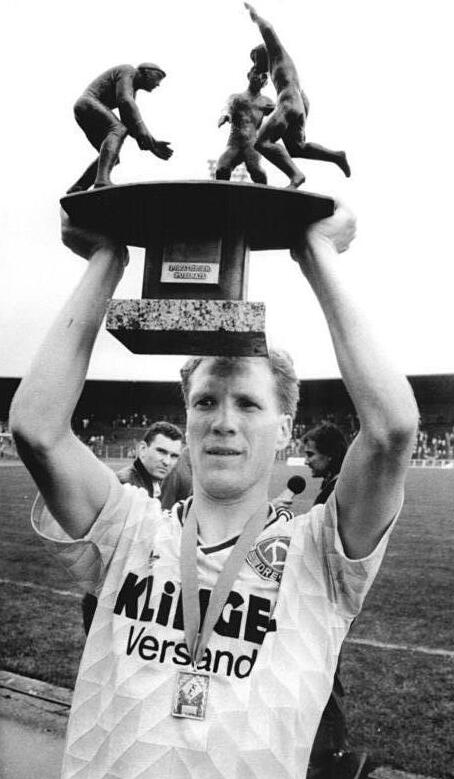
Matthias Sammer alzando el anteúltimo trofeo de Copa de la RDA (1990).El último (1991) fue ganado por Hansa Rostock como así también la última DDR-Oberliga (1991) a su vez los dos primeros trofeos de su historia.

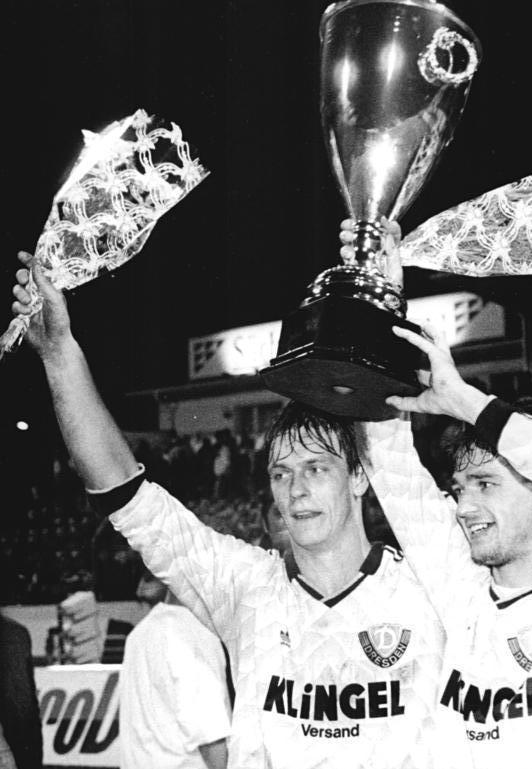
Andreas Wagenhaus y Mario Kern celebran la Copa de reunificación alemana vencida al Bayern en noviembre de 1990.

Durante la temporada de 1990, el club (que el 1 de junio de 1990 pasó a llamarse 1. FC Dynamo Dresden) se vio obligado a vender sus mejores jugadores a equipos de la Alemania Federal. Rüdiger Ziegenbalg, un comerciante de equipos de alta fidelidad natural de Radeberg (Sajonia), fue elegido presidente. La que sería última temporada de la DDR-Oberliga terminó con el Dinamo en segunda posición, consiguiendo con ello una plaza en la 1. Bundesliga. El último encuentro europeo del Dinamo fue un fiasco: el duelo de cuartos de final contra el Estrella Roja de Belgrado hubo de suspenderse tras graves disturbios y el Dinamo fue sancionado con la suspensión por dos años en competiciones europeas.
El Dinamo disputó un histórico partido en noviembre de 1990 con el Bayern Múnich para celebrar la reunificación alemana en un torneo que se disputó una sola vez, la Deutschland-Cup. El partido se jugó una semana después de la disolución de la Federación de Fútbol de la República Democrática Alemana y su fusión con la Asociación Alemana de Fútbol, y fue disputado por los campeones de liga de Alemania Oriental y Occidental. El partido, que se disputó en el Rudolf-Harbig-Stadion de Dresde, fue ganado 1-0 por el Dinamo.
El Dinamo pasó la mayor parte de sus primeros dos años en la 1. Bundesliga en la parte baja de la tabla, consiguiendo no obstante evitar el descenso. En enero de 1993 el contratista Rolf-Jürgen fue elegido presidente.
Bajo la dirección del entrenador Siegfried Held el equipo fue capaz de evitar un descenso aparentemente seguro en una temporada muy emocionante. Fue 1994-95 la que finalmente sería la última temporada del Dinamo en una división de la Bundesliga hasta 2004. En 1995 Horst Hrubesch asumió la dirección técnica del equipo. Después de que el DFB (Deutscher Fußballbund), la federación alemana, retirara finalmente al club la licencia para militar en primera y segunda división por su paupérrima situación económica, el Dinamo, que también descendió en los terrenos de juego, se vio forzado a jugar en la Regionalliga.

### Años de irregularidad (2000–presente)
Aún hoy no ha podido el Dinamo Dresde recuperarse del todo de este varapalo, cuyas causas probablemente habría que buscar en la mala gestión económica que se llevó a cabo tras la reunificación. Tras 5 años militando en categorías regionales, en 2000 el club llegó incluso a descender a la cuarta división. En 2002 el Dinamo, que por aquel entonces ya había batido todos los récords de asistencia de público en las divisiones inferiores, consiguió por fin volver a ascender en la nueva Regionalliga Nord. Esta "resurrección" del equipo tiene su base en la contratación del entrenador Chrisoph Franke. En 2004, tras nueve años de ausencia, reapareció el club en el fútbol profesional. En segundo lugar en la tabla, con una ventaja de tres puntos y trece goles con respecto al equipo perseguidor, el Wuppertaler SV, el ascenso a la 2. Bundesliga el día del penúltimo partido de la temporada ante 36.000 espectadores fue casi perfecto. En el último partido (5 de junio de 2004), el Dinamo cayó derrotado ante el KFC Uerdinger 05 por 1-0 ante 12.000 hinchas desplazados desde la capital sajona, pero el ascenso ya se había logrado.
El primer año en la 2. Bundesliga (2004-05) estuvo marcado, como cabía esperar, por la lucha contra el descenso. Tras un comienzo cargado de euforia con una victoria por 3-1 en el primer partido como local contra el MSV Duisburg, que posteriormente ascendería a primera, al final de la primera vuelta, el Dinamo sólo había conseguido 18 puntos. Esto era evidentemente muy poco y acercaba la amenaza del descenso. La debilidad fuera de casa fue un problema especialmente acuciante. A partir de la jornada 20, la situación dio un giro positivo para los de Dresde. El Dinamo tuvo una racha de siete partidos imbatido (16 puntos). Ya en la jornada 32, los hinchas pudieron celebrar el objetivo de la permanencia con una victoria al FC Erzgebirge Aue por 1-0 en el derbi sajón. Con una victoria contra el Rot-Weiß Erfurt (2-1) dos jornadas después, se aseguraron la octava plaza por detrás del FC Erzgebirge Aue.

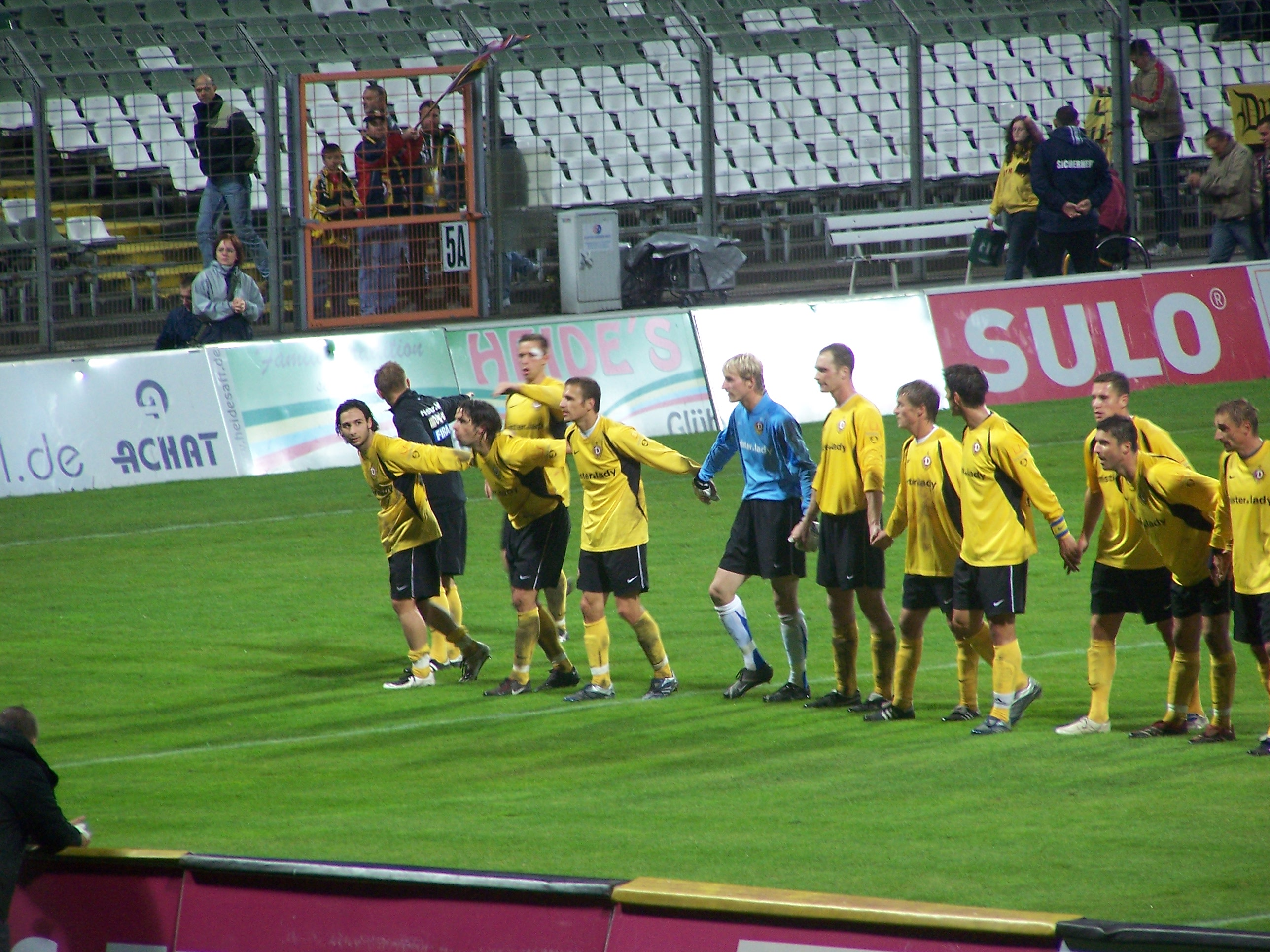
Dinamo Dresde de 2007.

La temporada 2005-06 transcurrió para el Dinamo de forma dramática. A una victoria en el Allianz Arena contra el TSV 1860 Múnich ante más de 20.000 seguidores displazados que permitió escalar a la tercera posición, siguieron 12 partidos sin ganar y un nuevo hundimiento hasta los puestos de descenso. El 15 de diciembre de 2005 el entrenador Christoph Franke, que había conseguido guiar al equipo de la cuarta a la segunda división, fue cesado. Su sucesor fue Peter Pacult. El Dinamo comenzó la segunda vuelta con numerosas incorporaciones para conseguir el objetivo de la permanencia. El Dinamo consiguió 28 puntos en la segunda vuelta, lo que permitió al club mantener las esperanzas de salvación hasta el último partido. El descenso a la liga regional se consumó el 14 de mayo de 2006 con 41 puntos (uno menos de lo necesario). Aunque el equipo venció por 3-1 al Hansa Rostock, no dependía de sí mismo, y el resultado del VfL Bochum no le favoreció.
En la temporada 2006-07 de la Regionalliga, el objetivo claro era el ascenso. Tras el sexto partido de la temporada, el entrenador Peter Pacult abandonó el club por voluntad propia tras el pago de un cuantioso traspaso y fichó por el Rapid Viena. El nuevo entrenador es Norbert Meier, con contrato en vigor hasta 2008. El 28 de septiembre, en una junta de socios que tuvo lugar en el cine UFA-Kristallpalast de Dresde se decidió devolver al club su antiguo nombre. A partir del 1 de julio de 2007 volvió a jugar bajo el antiguo nombre Sportgemeinschaft Dynamo Dresden.
Tras varios descensos a la tercera categoría del fútbol alemán, en 2011, 2016 y 2021 consiguió nuevamente el ascenso a la 2. Bundesliga.

## Estadio
El Dinamo disputa sus partidos como local en el Rudolf-Harbig-Stadion, que fue inaugurado en 1923 y llamado en honor al atleta local Rudolf Harbig. El estadio fue rebautizado Dynamo-Stadion por las autoridades de Alemania del Este en 1971, pero volvió a su antiguo nombre después de la reunificación. Con una capacidad original de 32 249 espectadores, el estadio fue reconstruido completamente entre 2007 y 2009. El estadio reconstruido se inauguró el 15 de septiembre de 2009 con un partido amistoso contra el Schalke 04. Entre 2010 y 2018, el estadio era rebautizado en línea con los patrocinadores Glücksgas (2010-2014) y DDV (2016-2018).

## Afición y rivalidades

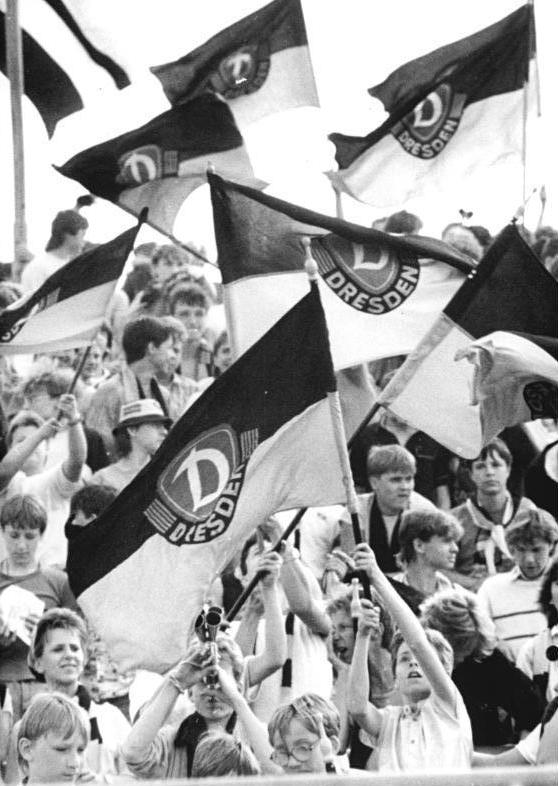
Aficionados del Dinamo Dresde en 1989.

El Dinamo era uno de los clubes más apoyados en la Alemania del Este y regularmente atraía a multitudes de alrededor de 25.000 espectadores durante su apogeo en cada partido como local. Los niveles de asistencia tras la reunificación han fluctuado de forma paralela a la trayectoria deportiva del equipo, pero, pese a ello, hoy en día sigue siendo uno de los más apoyados aún habiendo estado jugando en ligas menores, atrayendo un promedio de 27.500 aficionados en la 3. Fußball-Liga (2015/16). Después de su ascenso en 2010 a la 2. Bundesliga, el equipo reúne en la actualidad un promedio de más de 25.000 espectadores, que se encuentra a la altura de cifras como las del Juventus italiano. Al igual que muchos clubes alemanes, el club ha experimentado el vandalismo de sus hinchas radicales, pero ha tomado medidas para reducir esto.
Por otra parte, el Dinamo Dresde mantiene una intensa rivalidad con el Berliner FC Dynamo, que se fundó tras una escisión del club y de algunos de sus jugadores en 1954, y fue su principal oponente al título en la década de 1980. Sin embargo, esta rivalidad ha decaído tras la desaparición de la Alemania del Este, ya que el Berliner FC Dynamo ha pasado, desde entonces, la mayor parte del tiempo en las divisiones más modestas del sistema de ligas alemán y los partidos entre ambos son muy poco habituales. El Lokomotive Leipzig era otro rival tradicional del Dinamo en la batalla por el título de campeón de la RDA y del dominio sajón, aunque esto se extiende a otros clubes como el Chemnitzer FC, Sachsen Leipzig y en la actualidad Erzgebirge Aue. En Dresde, el principal rival del Dinamo es el Dresdner SC, aunque a un nivel muy modesto y local debido a su situación en categorías muy bajas. Además, hay fuertes rivalidades con el 1. FC Magdeburg y el FC Hansa Rostock, ambos clubes de la antigua RDA de otros estados federados.  
El rival más reciente es el RB Leipzig. Desde la aparición de este equipo en la máxima categoría del fútbol alemán, debido al apoyo de la empresa multinacional Red Bull, ha habido controversias entre los aficionados. La más reciente fue en 2016 cuando los fanáticos del Dinamo tiraron la cabeza de un toro al campo de juego durante un partido de DFB-Pokal enfrentando justamente al RB. Dicho partido terminó 2:2 con victoria de Dinamo 5:4 por penales.

## Jugadores

### Mayores Presencias
- En la historia del club:

|    | Jugador           | País     | Partidos | Goles |
| -- | ----------------- | -------- | -------- | ----- |
| 1  | Torsten Gütschow  | Alemania | 272      | 132   |
| 2  | Hans-Uwe Pilz     | Alemania | 262      | 26    |
| 3  | Maik Wagefeld     | Alemania | 244      | 28    |
| 4  | Volker Oppitz     | Alemania | 214      | 6     |
| 5  | Ignjac Maucksch   | Croacia  | 207      | 0     |
| 6  | Jorg Stubner      | Alemania | 176      | 14    |
| 7  | Detlef Schößler   | Alemania | 170      | 4     |
| 8  | René Beuchel      | Alemania | 168      | 14    |
| 9  | Ulf Kirsten       | Alemania | 154      | 57    |
| 10 | Matthias Doschner | Alemania | 150      | 13    |

## Entrenadores

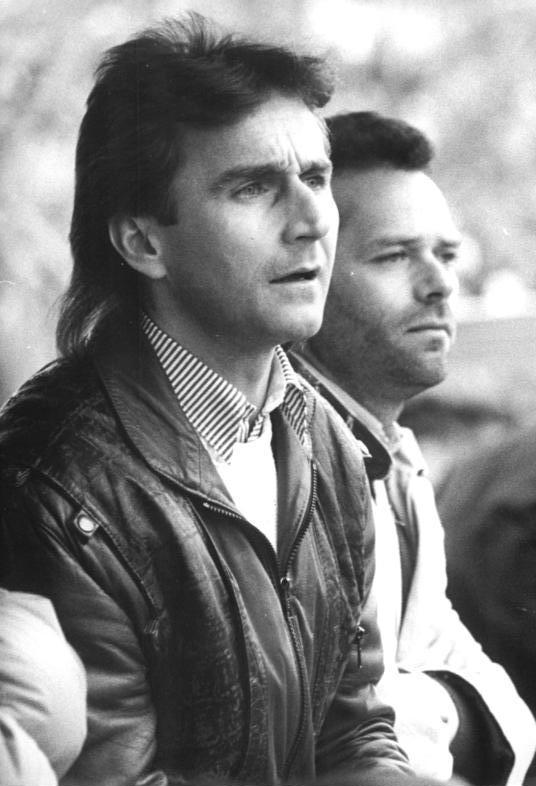
Reinhard Häfner y Hartmut Schade.

Los nombres en negrita entrenaron al menos dos años al Dinamo Dresden
| - Fritz Sack 07/1950 - 09/1951 - Rolf Kukowitsch 09/1951 - 04/1952 - Paul Döring 04/1952 - 07/1953 - János Gyarmati 07/1953 - 04/1954 - Helmut Petzold 04/1954 - 11/1955 - Heinz Werner 01/1956 - 06/1956 - Rolf Kukowitsch 07/1956 - 12/1956 - Helmut Petzold 01/1957 - 05/1966 - Manfred Fuchs 06/1966 - 03/1968 - Kurt Kresse 03/1968 - 06/1969 - Walter Fritzsch 06/1969 - 06/1978 - Gerhard Prautzsch 06/1978 - 06/1983 - Klaus Sammer 07/1983 - 06/1986 - Eduard Geyer 07/1986 - 04/1990 - Reinhard Häfner 04/1990 - 06/1991 - Helmut Schulte 06/1991 - 05/1992 - Klaus Sammer 06/1992 - 04/1993 - Ralf Minge 04/1993 - 06/1993 - Siegfried Held 06/1993 - 11/1994 - Horst Hrubesch 11/1994 - 02/1995 - Ralf Minge 02/1995 - 06/1995 - Hans-Jürgen Kreische 06/1995 - 04/1996 - Udo Schmuck 04/1996 - 09/1996 - Hartmut Schade 09/1996 - 03/1998 - Werner Voigt 04/1998 - 12/1998 | - Damian Halata 12/1998 - 02/1999 - Rolf Schafstall 02/1999 - 03/1999 - Colin Bell 04/1999 - 03/2000 - Cor Pot 03/2000 - 03/2001 - Meinhard Hemp 03/2001 - 06/2001 - Christoph Franke 07/2001 - 12/2005 - Peter Pacult 12/2005 - 09/2006 - Norbert Meier 09/2006 - 09/2007 - Eduard Geyer 09/2007 - 06/2008 - Ruud Kaiser 06/2008 - 10/2009 - Matthias Maucksch 10/2009 - 04/2011 - Ralf Loose 04/2011 - 12/2012 - Steffen Menze 12/2012 - Peter Pacult 12/2012 - 08/2013 - Steffen Menze 08/2013 - 09/2013 - Olaf Janßen 09/2013 - 06/2014 - Stefan Böger 06/2014 - 02/2015 - Peter Németh 02/2015 - 30/2015 - Uwe Neuhaus 07/2015 - 08/2018 - Maik Walpurgis 09/2018 - 02/2019 - Cristian Fiél 02/2019 - 12/20019 - Markus Kauczinski 12/2019 - 4/2021 - Alexander Schmidt 4/2021 - |

## Palmarés

### Torneos nacionales (16)
| Competiciones nacionales                 | Títulos                                                                 | Subcampeonatos                                                          |
| ---------------------------------------- | ----------------------------------------------------------------------- | ----------------------------------------------------------------------- |
| DDR-Oberliga (8/8)                       | 1952-53, 1970-71, 1972-73, 1975-76, 1976-77, 1977-78, 1988-89, 1989-90. | 1951-52, 1978-79, 1979-80, 1981-82, 1983-84, 1984-85, 1986-87, 1990-91. |
| Copa de fútbol de la RDA (7/4)           | 1951-52, 1970-71, 1976-77, 1981-82, 1983-84, 1984-85, 1989-90.          | 1971-72, 1973-74, 1974-75, 1977-78.                                     |
| Supercopa-DFV (0/1)                      |                                                                         | 1989.                                                                   |
| Deutschland-Cup (Copa Reunificación) (1) | 1990.                                                                   |                                                                         |
| Holsten Deutschland-Cup (0/1)            |                                                                         | 1990.                                                                   |
|                                          |                                                                         |                                                                         |
| Segunda División (3/0)                   | 1961-62, 1963-64, 1968-69.                                              |                                                                         |
| Tercera División (3/1)                   | 1957-58 (RDA), 2015-16, 2020-21.                                        | 2024-25.                                                                |

*La Deutschland-Cup fue jugada entre los campeones de Liga de Alemania de 1990 del Este Dinamo Dresde y del Oeste Bayern Múnich. Y la Holsten Deutschland-Cup fue jugada entre los campeones de la Copa de Alemania de 1990 del Este Dinamo Dresde y del Oeste FC Kaiserslautern.

### Torneos regionales (6)
| Competiciones regionales   | Títulos                 | Subcampeonatos |
| -------------------------- | ----------------------- | -------------- |
| Regionalliga Nordost (0/1) |                         | 1997-98.       |
| NOFV-Oberliga (1/0)        | 2001-02 (Sur).          |                |
| Sachsenliga (1/0)          | 2008-09.                |                |
| Sachsenpokal (4/2)         | 2003, 2007, 2009, 2024. | 1995, 2004.    |

*La liga de Sajonia de 2008-09, la final de Copa de Sajonia ganada en 2009 y la final perdida en 1995 fueron jugadas por el Dinamo Dresde II y no por el equipo principal.

## Participación en competiciones europeas
| Temporada | Torneo           | Ronda            | Club                      | Resultado         |
| --------- | ---------------- | ---------------- | ------------------------- | ----------------- |
| 1967–68   | Copa de Ferias   | 1                | Rangers F.C.              | 1–1, 1–2          |
| 1970–71   | Copa de Ferias   | 1                | FK Partizan               | 0–0, 6–0          |
| 1970–71   | Copa de Ferias   | 2                | Leeds United              | 0–1, 2–1          |
| 1971–72   | Copa de Europa   | 1                | AFC Ajax                  | 0–2, 0–0          |
| 1972–73   | Copa de la UEFA  | 1                | VÖEST Linz                | 2–0, 2–2          |
| 1972–73   | Copa de la UEFA  | 2                | Ruch Chorzów              | 1–0, 3–0          |
| 1972–73   | Copa de la UEFA  | 1/8              | FC Porto                  | 2–1, 1–0          |
| 1972–73   | Copa de la UEFA  | Cuartos de final | Liverpool F.C.            | 0–2, 0–1          |
| 1973–74   | Copa de Europa   | 1                | Juventus FC               | 2–0, 2–3          |
| 1973–74   | Copa de Europa   | 1/8              | Bayern Múnich             | 3–4, 3–3          |
| 1974–75   | Copa de la UEFA  | 1                | Randers Freja             | 1–1, 0–0          |
| 1974–75   | Copa de la UEFA  | 2                | FC Dinamo Moscú           | 1–0, 0–1 (4–3 p.) |
| 1974–75   | Copa de la UEFA  | 1/8              | Hamburgo S.V.             | 1–4, 2–2          |
| 1975–76   | Copa de la UEFA  | 1                | ASA Târgu Mureș           | 2–2, 4–1          |
| 1975–76   | Copa de la UEFA  | 2                | Budapest Honvéd FC        | 2–2, 3–0          |
| 1975–76   | Copa de la UEFA  | 1/8              | FC Torpedo Moscú          | 3–0, 1–1          |
| 1975–76   | Copa de la UEFA  | Cuartos de final | Liverpool F.C.            | 0–0, 1–2          |
| 1976–77   | Copa de Europa   | 1                | S.L. Benfica              | 2–0, 0–0          |
| 1976–77   | Copa de Europa   | 1/8              | Ferencváros TC            | 0–1, 4–0          |
| 1976–77   | Copa de Europa   | Cuartos de final | FC Zürich                 | 1–2, 3–2          |
| 1977–78   | Copa de Europa   | 1                | Halmstads BK              | 2–0, 1–2          |
| 1977–78   | Copa de Europa   | 1/8              | Liverpool F.C.            | 1–5, 2–1          |
| 1978–79   | Copa de Europa   | 1                | FK Partizan               | 0–2, 2–0 (5–4 p.) |
| 1978–79   | Copa de Europa   | 1/8              | Bohemian F.C.             | 0–0, 6–0          |
| 1978–79   | Copa de Europa   | Cuartos de final | FK Austria Wien           | 1–3, 1–0          |
| 1979–80   | Copa de la UEFA  | 1                | Atlético de Madrid        | 2–1, 3–0          |
| 1979–80   | Copa de la UEFA  | 2                | VfB Stuttgart             | 1–1, 0–0          |
| 1980–81   | Copa de la UEFA  | 1                | FK Napredak Kruševac      | 1–0, 1–0          |
| 1980–81   | Copa de la UEFA  | 2                | FC Twente                 | 1–1, 0–0          |
| 1980–81   | Copa de la UEFA  | 1/8              | Standard de Lieja         | 1–1, 1–4          |
| 1981–82   | Copa de la UEFA  | 1                | Zenit Leningrad           | 2–1, 4–1          |
| 1981–82   | Copa de la UEFA  | 2                | Feyenoord Rotterdam       | 1–2, 1–1          |
| 1982–83   | Recopa de Europa | 1                | B93 Kopenhagen            | 3–2, 1–2          |
| 1984–85   | Recopa de Europa | 1                | Malmö FF                  | 0–2, 4–1          |
| 1984–85   | Recopa de Europa | 1/8              | FC Metz                   | 3–1, 0–0          |
| 1984–85   | Recopa de Europa | Cuartos de final | SK Rapid Wien             | 3–0, 0–5          |
| 1985–86   | Recopa de Europa | 1                | Cercle Brugge             | 2–3, 2–1          |
| 1985–86   | Recopa de Europa | 1/8              | HJK Helsinki              | 0–1, 7–2          |
| 1985–86   | Recopa de Europa | Cuartos de final | Bayer Uerdingen           | 2–0, 3–7          |
| 1987–88   | Copa de la UEFA  | 1                | FC Spartak de Moscú       | 0–3, 1–0          |
| 1988–89   | Copa de la UEFA  | 1                | Aberdeen F.C.             | 0–0, 2–0          |
| 1988–89   | Copa de la UEFA  | 2                | K.S.V. Waregem            | 4–1, 1–2          |
| 1988–89   | Copa de la UEFA  | 1/8              | AS Roma                   | 2–0, 2–0          |
| 1988–89   | Copa de la UEFA  | Cuartos de final | Victoria Bucuresti        | 1–1, 4–0          |
| 1988–89   | Copa de la UEFA  | Semifinales      | VfB Stuttgart             | 0–1, 1–1          |
| 1989–90   | Copa de Europa   | 1                | AEK Atenas FC             | 1–0, 3–5          |
| 1990–91   | Copa de Europa   | 1                | Union Luxembourg          | 3–1, 3–0          |
| 1990–91   | Copa de Europa   | 1/8              | Malmö FF                  | 1–1, 1–1 (5–4 p.) |
| 1990–91   | Copa de Europa   | Cuartos de final | Estrella Roja de Belgrado | 0–3, 0–3          |

## Logos
Dinamo Dresde tiene un nuevo logotipo cada 4,5 años o utiliza varias formas al mismo tiempo. Se han utilizado colores y formas estandarizados desde 2019. Los recortes también se permiten como variación. Por lo tanto, puede usar una D blanca del logotipo solo para usted.
 "... Los colores del club (colores primarios y colores de acento) son negro (negro intenso, RAL 9005), amarillo (amarillo tráfico, RAL 1023), rojo (rojo rubí, RAL 3003) y blanco (blanco puro, RAL 9010), aplicaciones de pantalla, aplicaciones de exhibición, textiles, merchandising y otras aplicaciones, se deben usar colores equivalentes. (3) Los colores dominantes para el juego son negro, amarillo, rojo y blanco. La vestimenta principal del juego consiste en una camisa amarilla, negro pantalón y amarillo La vestimenta suplente debe consistir también en los colores dominantes negro, amarillo, rojo o blanco. Por lo tanto, la vestimenta principal y suplente pueden diferenciarse claramente entre sí debido a las opciones de color disponibles de acuerdo con los estatutos de la liga se utilizan los colores reglamentarios, por ejemplo, una camisa blanca, pantalón blanco y cuello blanco. Los uniformes principal y de reemplazo que se proporcionarán por separado para los porteros de acuerdo con los estatutos de la liga, las regulaciones de licencias y las regulaciones de juegos de la asociación no se ven afectados por estas estipulaciones. Las camisetas y pantalones deben llevar el escudo del club como elemento distintivo. (4) El escudo del club es el elemento central de la imagen del SG Dynamo Dresden e. V. Consiste en un letrero rojo, el conciso "Dynamo-D" en blanco, las letras Dresden cortadas individualmente en amarillo. El letrero está encerrado en una banda negra. Contiene cinco franjas amarillas paralelas en el lado izquierdo y derecho. ... " (2019)

SG DVP (1950 - 1953)
(1953 - 1968)
(años 1960)
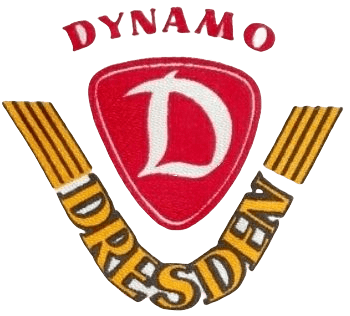
(1968 - 1970)
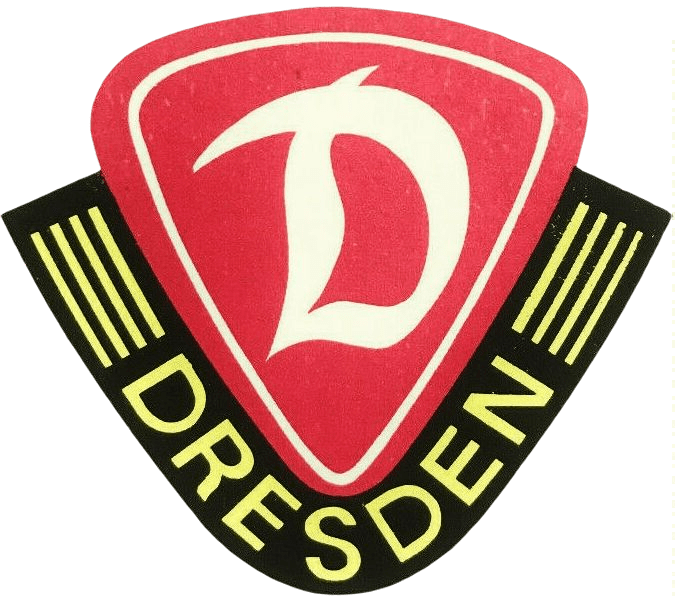
(1970 - 1975)
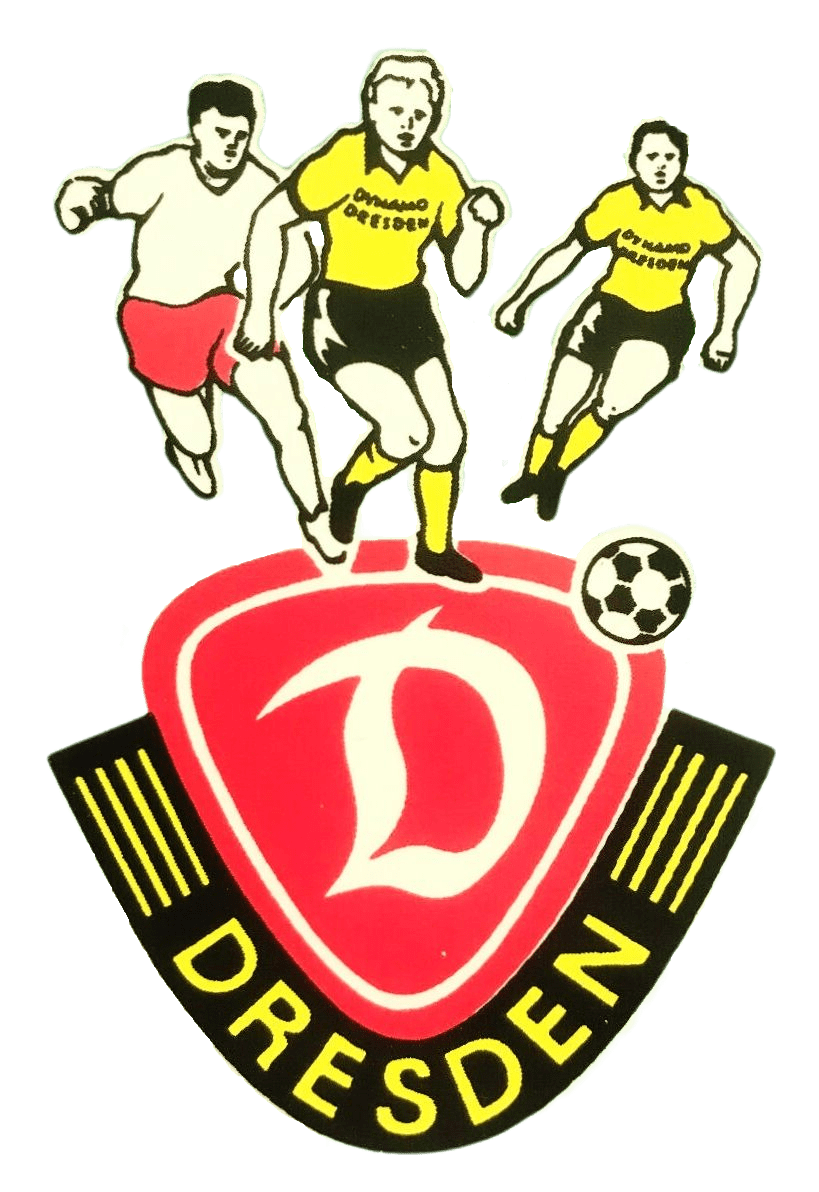
(1970 - 1975)
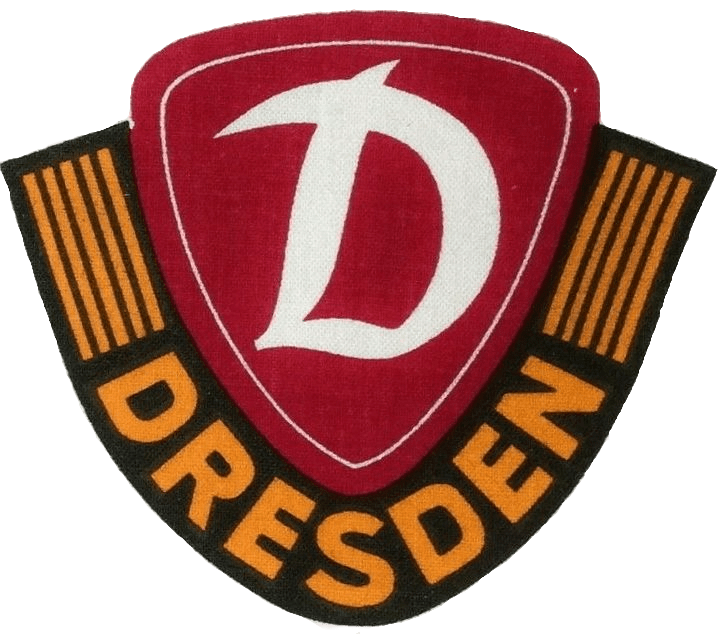
(1970 - 1985)
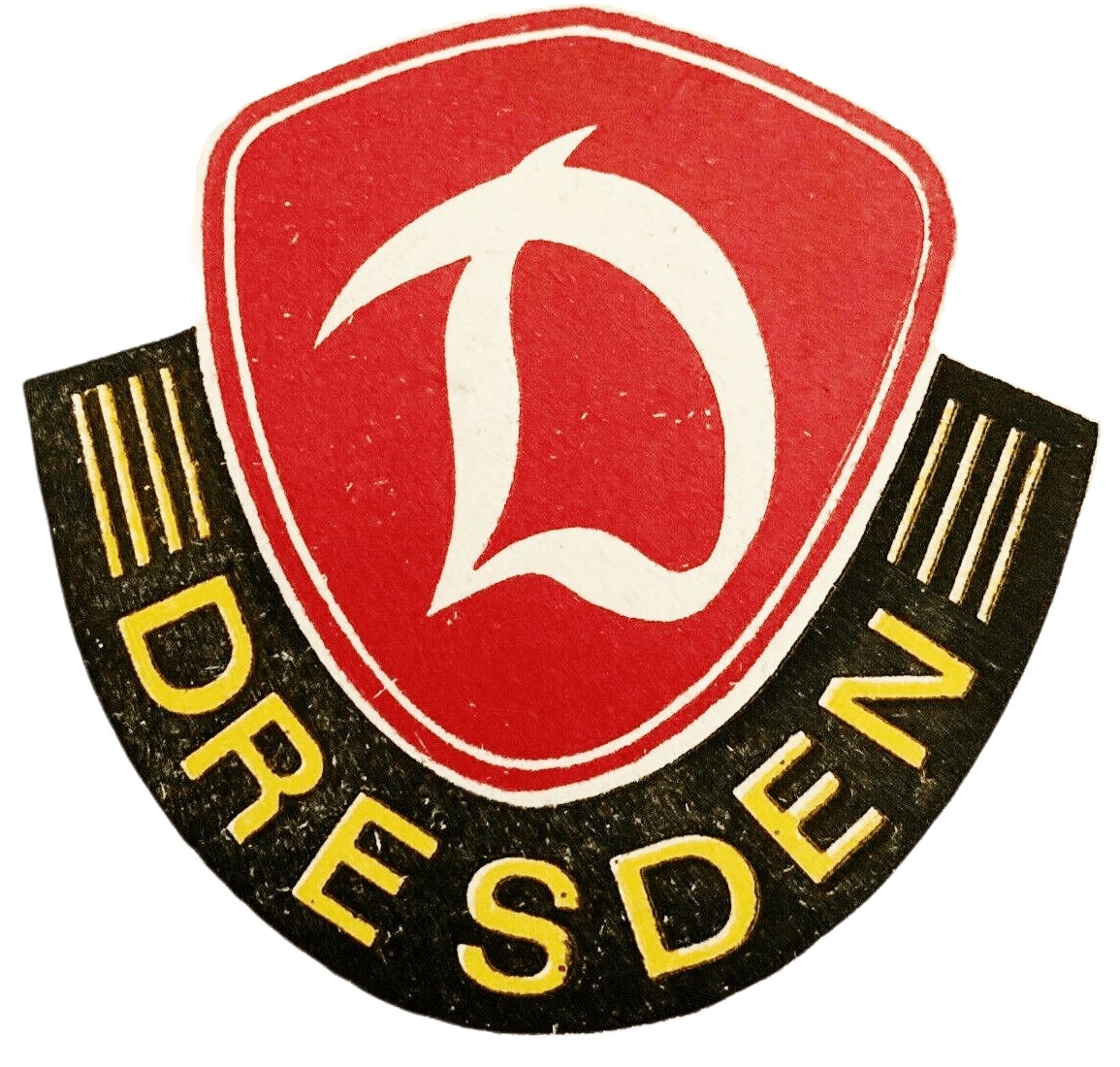
estandarización inadecuada (1978 - 1988)
(1985 - 1990)
(1990 - 1995)
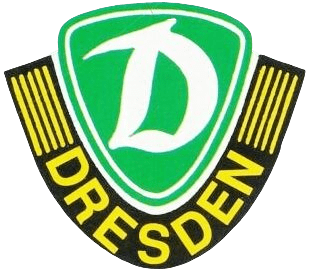
(1990 - 1995)
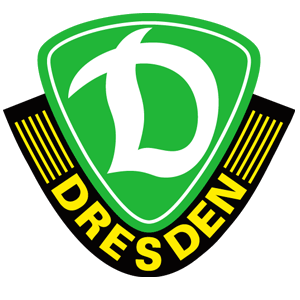
(2002 - 2011)
(2002 - 2011)
1.FC D / SGD (2007; desde 2018)
"Logotipo de presentación" desde 2018